# Friedrich Caliga-Reh
Friedrich Caliga-Reh, auch Friedrich Caliga, (* 26. Dezember 1858 in Darmstadt; † 28. September 1904 in Dessau) war ein deutscher Opernsänger (Tenor).

## Leben
Caliga-Reh, Sohn des Theodor Reh und der Oktavia Caliga (1826–1887), begab sich nach absolviertem Gymnasium nach Mailand, um sich dort zum Kaufmann auszubilden. Er blieb dem Kaufmannstande nicht lange treu, sondern wendete sich, nachdem er bei San Giovanni und dem Francesco Lamperti Gesangsstudien getrieben hatte, gänzlich der Bühne zu. Sein erstes Engagement erhielt er am Stadttheater in Kiel, wo er als „Manrico“ debütierte. Von dort kam er nach Leipzig. Ebenda wurde er von Anton Seidl weiter ausgebildet. Nach Heinrich Vogls Ausscheiden ging er unter Angelo Neumanns Führung auf eine Wagnertournee, die ihn in fast alle Länder und Städte Europas führte, darunter Berlin, Amsterdam, Karlsruhe, Brüssel, Straßburg, Stuttgart, Venedig, Bologna, Rom, Turin, Triest etc. Hierauf wirkte er an den Stadttheatern Aachen, Augsburg, Stettin, Basel und Halle, bis er im Frühjahre 1894 in Dessau erschien und so gefiel, dass er vom Herbst des genannten Jahres in den Verband dieser Bühne treten konnte.
Der Künstler, der sich 1883 mit seiner Kollegin Auguste Ihle, die ebenfalls bei der Wagnertournee mitwirkte, vermählte, wurde 1900 zum großherzoglichen Kammersänger ernannt.
Er verstarb 1904 in Dessau.
Sein Bruder war der Politiker Heinrich Reh.